# Martin Kremmer

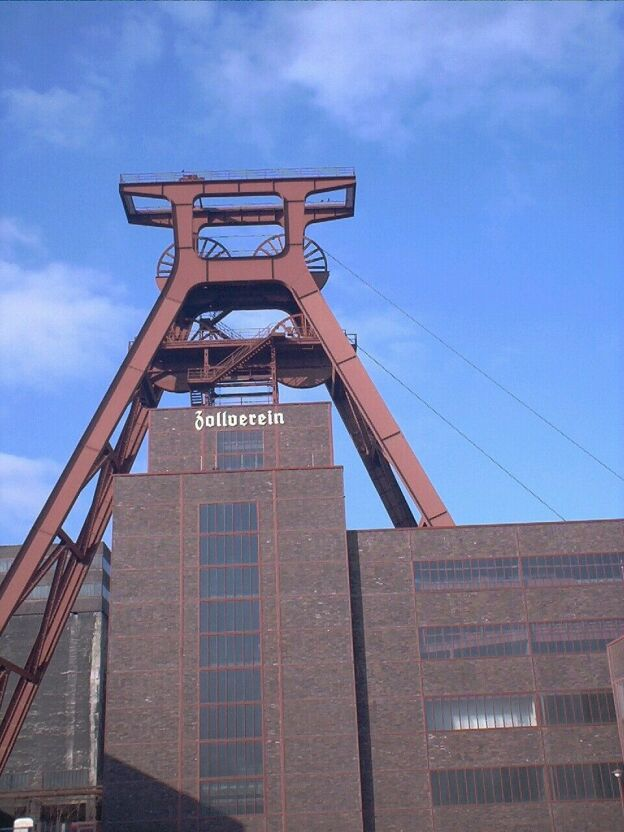
Schacht 12 der Zeche Zollverein in Essen

Martin Kremmer (* 7. August 1895 in Posen; † 25. April 1945 in Berlin-Dahlem) war ein deutscher Architekt.

## Leben und Wirken
Während seines Studiums wurde er 1915 Mitglied der Schwarzburgbund-Verbindung Eberstein Karlsruhe.
Er gilt zusammen mit seinem Büropartner Fritz Schupp als einer der bedeutendsten Architekten von Bergwerksanlagen des 20. Jahrhunderts im deutschsprachigen Raum. Er plante und baute jedoch nicht nur Industriebauten, sondern z. B. auch die Martin-Luther-Kirche in Berlin-Steglitz.
Im Dezember 1937 legte die Architektengemeinschaft Schupp und Kremmer, wie auch die Architekten Emil Rudolf Mewes und Karl Kohlbecker, einen Entwurf für das Volkswagen-Werk in Wolfsburg vor. Schließlich wurden die Architekten mit einer gemeinsamen Bauausführung beauftragt. Schupp und Kremmer oblag die Planung und Bauausführung der umfangreichen Sozial- und Freizeiteinrichtungen. Allerdings kam ein Großteil davon nicht zur Ausführung.
Schupp und Kremmer zählten zu den Vertretern des Neuen Bauens. Die von ihnen entworfene Schachtanlage der Zeche Zollverein 12 wurde im Dezember 2001 von der UNESCO in die Liste des Weltkulturerbes aufgenommen.
Martin Kremmer kam bei den Kampfhandlungen während der Schlacht um Berlin ums Leben. Der Nachlass des Architekturbüros wird heute vom Bergbau-Archiv beim Deutschen Bergbaumuseum verwahrt.